# Rivelazione
La rivelazione è il processo comunicativo, nelle religioni che si considerano di origine divina, secondo il quale Dio si farebbe conoscere o manifesterebbe la sua volontà agli uomini. In senso traslato con "rivelazione" s'intende anche il contenuto di questa comunicazione. Profeta, o meno di frequente "messaggero", è il termine usato per indicare colui che riceve la rivelazione ed è solitamente incaricato di comunicarla al popolo dei fedeli. Viene spesso usato anche il termine "veggente", in particolare per le apparizioni contemporanee, che rientrano nella categoria delle rivelazioni private, ma coloro che negano l'autenticità dei fenomeni preferiscono "visionario".

## Descrizione
Quanto al modo, tradizionalmente la rivelazione può essere fatta da Dio usando qualsiasi mezzo o modo, tra cui:
- una voce o una visione (ad esempio di angeli);
- viaggio in cielo o negli inferi del veggente, tipico dei testi chiamati "apocalisse" (traslitterazione del termine greco indicante appunto rivelazione, svelamento), tra i quali la biblica Apocalisse di Giovanni;
- comunicazione tramite un sogno, per esempio a Giuseppe nel Vangelo di Matteo;
- durante un'estasi, nella quale il corpo rimane sul piano terreno e la comunicazione avviene a livello spirituale.

Quanto al contenuto, la rivelazione può riguardare:
- verità di fede;
- eventi futuri (rivelazione escatologica, solitamente la fine del mondo);
- eventi "celesti" riguardanti Dio, angeli, diavoli (rivelazione propriamente apocalittica);
- eventi presenti che vengono interpretati in maniera particolare (p. es., nell'Apocalisse di Giovanni, la persecuzione dei cristiani sotto Diocleziano viene vista come la definitiva battaglia tra la bestia, l'impero romano, e l'agnello, Gesù risorto).

Nella teologia cattolica il termine "rivelazione" ha assunto un significato specifico: la rivelazione è l'insieme delle verità di fede (termine tecnico depositum fidei) contenute nella Sacra Scrittura, nella Tradizione (solitamente in maiuscolo, in particolare gli scritti dei Padri della Chiesa) e nel Magistero (l'insegnamento ufficiale della Chiesa, in particolare dei Papi).
Nella tradizione protestante con "rivelazione" si intende soltanto quanto contenuto nella Sacra Scrittura.
A causa della sua natura trascendente, la rivelazione non può essere oggetto di indagine scientifica.

## Religioni rivelate
Sono dette "religioni rivelate" quelle che affermano di avere acquisito il proprio contenuto dottrinale direttamente da Dio per mezzo di una rivelazione. Questa rivelazione viene poi generalmente messa per iscritto in un libro sacro: ad esempio la Bibbia per ebrei e cristiani, il Corano per i musulmani.
Questa definizione restringerebbe le "religioni rivelate" all'esiguo novero di sole alcune grandi religioni, ma non tiene conto del fatto che, se si prescinde dall'aspetto della scrittura, non esistono manifestazioni religiose che prescindano da forme di rivelazione della sfera divina e che, pertanto, non esiste praticamente religione per la quale non si applichi il concetto di rivelazione.

## Ebraismo
Secondo la religione ebraica ortodossa, Dio nel corso della storia ha più volte parlato agli uomini e si è loro mostrato, talvolta tramite angeli in forma umana, più spesso con segni simbolici (ad esempio l'entità angelica del roveto ardente a Mosè). I primi uomini ai quali egli si manifestò furono anche i progenitori del popolo ebraico e sono detti patriarchi. Quindi vi fu Mosè, il quale secondo la tradizione mise per iscritto i primi cinque libri della Bibbia (Pentateuco). Dopo di lui vi furono diversi altri profeti il cui insegnamento fu considerato rivelato da Dio: i libri attribuiti a questi profeti sono entrati a far parte del Canone della Bibbia. Il canone della Bibbia ebraica (Antico Testamento) si completò negli ultimi secoli precedenti l'era cristiana; dopo di allora non vi è più stato alcun profeta, ma gli ebrei attendono tuttora l'avvento dell'ultimo e definitivo profeta, il Messia.

## Cristianesimo
Nell'ambito del Cristianesimo si è elaborata una teologia della rivelazione, con la finalità di approfondire il messaggio della parola di Dio riguardo appunto alla manifestazione di Dio e alle sue modalità e possibilità di comprensione da parte degli uomini.
I cristiani riconoscono la rivelazione trasmessa ai patriarchi e i profeti dell'ebraismo, ma affermano che si trattò di una rivelazione parziale, che aveva lo scopo di anticipare e preparare la rivelazione piena che venne con Gesù, il quale completò e chiarì il senso della rivelazione antica:
(Vangelo secondo Matteo, 5, 17-19)
La rivelazione di Gesù è stata messa per iscritto nel Nuovo Testamento, la seconda parte della Bibbia cristiana (la Bibbia ebraica comprende solo l'Antico Testamento).
Accanto ad essa, tuttavia, la teologia cristiana ha riaffermato che permane in Dio anche un aspetto nascosto.

### La Rivelazione nella dottrina cattolica
"Piacque a Dio nella sua bontà e sapienza rivelare se stesso e manifestare il mistero della sua volontà [...] Questa economia della rivelazione avviene con eventi e parole intimamente connessi [...] La profonda Verità, poi, sia di Dio sia della salvezza degli uomini, per mezzo di questa rivelazione risplende a noi in Cristo, il quale è insieme il mediatore e la pienezza di tutta intera la rivelazione."
Dio, come in una pedagogia divina si è comunicato gradualmente all'uomo fino al culmine della rivelazione, cioè la Persona e la missione del Verbo incarnato, Gesù Cristo. Dio infatti manifestò se stesso ai progenitori, Adamo ed Eva, poi strinse l'alleanza con Noè, elesse Abramo padre di una discendenza, scelse dei Patriarchi, mandò profeti al suo popolo, finché quando venne la pienezza dei tempi, "mandò il suo Figlio, nato da donna."
In Cristo è raggiunta la pienezza della rivelazione. Tuttavia anche se tale rivelazione è compiuta, non è però completamente esplicitata, cioè compresa ed evidente, tanto ai fedeli quanto alla stessa gerarchia ecclesiastica; toccherà alla fede cristiana coglierne gradualmente la portata nel corso dei secoli a venire. Gesù stesso dice agli apostoli:'Molte cose ho ancora da dirvi, ma per il momento non siete capaci di portarne il peso. Quando però verrà lo Spirito di Verità, egli vi guiderà alla Verità tutta intera, perché non parlerà da sé, ma dirà tutto ciò che avrà udito e vi annunzierà le cose future.' È per questo che la dottrina ed il magistero della Fede cattolica si arricchiscono nel tempo di nuovi ed importanti pronunciamenti.
La Chiesa cattolica distingue inoltre tra rivelazione pubblica e rivelazioni private. La prima è la rivelazione manifestata da Dio dapprima per mezzo dei patriarchi e dei profeti, e poi per mezzo di Gesù. La rivelazione pubblica è pienamente compiuta con Gesù e si considera conclusa con la morte dell'ultimo degli apostoli (San Giovanni). Pertanto dopo la sua venuta Gesù non si manifesterà mai più pubblicamente se non in maniera gloriosa alla fine dei tempi. La Chiesa ammette invece l'esistenza di rivelazioni private, dette anche speciali, in cui il divino rivela per tramite di uno strumento a cui dona un carisma profetico.
Nella categoria delle rivelazioni private rientrano le visioni mistiche, le apparizioni, le locuzioni e altri fenomeni straordinari. Comunemente, quando trattasi di visioni o di apparizioni, invece di profeta, o di carisma profetico, si parla di "veggente". Ci sono però rivelazioni private che non riguardano la vista e che si manifestano con l'ascolto, la scrittura, la parola, il sogno, la dettatura, o una combinazione delle cose. Il termine "veggente", quindi, non sempre è da ritenersi appropriato alle rivelazioni private.
Lungo i secoli ci sono state rivelazioni private, alcune delle quali riconosciute ufficialmente dalla Chiesa come autentiche (come ad esempio le apparizioni di Lourdes). Alcuni teologi sostengono che una rivelazione privata non è considerata impegnativa per il credente, vale a dire che egli non è obbligato a credere al contenuto di tale rivelazione, anche perché a volte si tratta di messaggi simbolici a cui non è possibile dare un'interpretazione univoca (si veda ad esempio il celebre Terzo segreto di Fátima).

## Islam
L'Islam riconosce la rivelazione manifestata da Dio tramite i profeti dell'ebraismo e tramite Gesù, che nella religione musulmana è anch'egli considerato un profeta. La rivelazione compiuta e definitiva è quella manifestata a Maometto, l'ultimo e il più grande dei profeti, e messa poi per iscritto nel Corano. Il Corano è considerato "parola di Dio" nel senso più pieno e assoluto del termine, proveniente direttamente da lui e trascritta da Maometto senza alcuna rielaborazione o interpretazione.

## Forme della rivelazione

### Secondo la religione ebraica

#### Verbale
Alcuni ritengono che Dio possa comunicare con gli uomini in modo diretto e verbale. Tale è la rivelazione verbale. Secondo la Religione ebraica ortodossa, questo è il modo in cui ebbe luogo la rivelazione dei primi cinque libri di Mosè. I proponenti dell'ispirazione verbale della Bibbia nella tradizione Cristiana non credono in una "teoria del dettato", secondo cui il profeta avrebbe semplicemente registrato la Parola di Dio. Piuttosto, ritengono che l'ispirazione sia un processo organico, ove Dio sovraintende alla scrittura, in modo che il documento comunichi la volontà Divina usando lo stile proprio dello scrittore, ed in modo conforme ai costumi del periodo.

#### Non verbale
Secondo altre scuole di pensiero, la rivelazione non sarebbe né verbale né letterale, anche se avrebbe dei contenuti proposizionali. I profeti sarebbero ispirati da un messaggio Divino, che avrebbe luogo in maniera non verbale.
Rabbi Abraham Joshua Heschel ha scritto che «Per comunicare l'esperienza compiuta dai profeti, la Bibbia usa termini descrittivi o termini indicativi. Qualunque descrizione empirica dell'atto della rivelazione avrebbe dato luogo al ridicolo. È per questo motivo che tutto ciò che la Bibbia fa è dichiarare che la rivelazione ha avuto luogo. Il modo in cui ha avuto luogo è qualcosa che venne comunicato usando termini evocativi ed allusivi.»

#### Mediante lo sviluppo storico della fede
Quanti credono che Dio sia non-antropomorfo, sostengono che le due precedenti forme di rivelazione sono impossibili. Per cui, essi ritengono che la volontà Divina sia rivelata nel corso dell'interazione tra Dio e l'uomo nel corso della storia.
Ad esempio, Rabbi Louis Jacobs suggerisce che l'attenta osservazione di come gli Israeliti abbiano inteso la volontà di Dio nel corso della loro storia rivela come Dio abbia in realtà influenzato lo sviluppo della halakha (la legge ebraica). La rivelazione consisterebbe di questo processo.
Una parte del Talmud considera l'interpretazione rabbinica superiore alla profezia biblica: «Rabbi Abdimi di Haifa ha detto: dal giorno in cui il Tempio fu distrutto, il dono della profezia fu ritirato dai profeti e concesso ai Saggi. Forse che un Saggio non è anche un profeta?» Si tratta di una domanda retorica, la cui risposta è ovviamente positiva. Il Talmud prosegue: «Ciò che Rabbi Abdimi intendeva era che quantunque la profezia sia stata ritirata dai profeti, non lo è stata dai Saggi».

### Secondo la religione cristiana cattolica

#### Libri ispirati
Dio è l'autore della Sacra Scrittura nel senso che le cose rivelate da Dio, tanto nell'Antico quanto nel Nuovo Testamento, e che nei libri della Sacra Scrittura sono contenute e presentate, furono scritte sotto l'ispirazione dello Spirito Santo. Dio ha ispirato gli autori umani dei Libri Sacri, li ha scelti e si è servito delle loro facoltà e capacità, affinché, agendo egli stesso in loro e per mezzo loro, scrivessero come veri autori tutte e soltanto quelle cose che egli voleva.

#### Incarnazione del Verbo
Nel Nuovo Testamento, poi, con l'incarnazione del Verbo, seconda persona della Santissima Trinità e secondo i cristiani vero Dio, la divinità avrebbe assunto la natura umana e dimorando in mezzo agli uomini, ha parlato in parole umane. Tale forma di rivelazione nella dottrina cattolica prende il nome di rivelazione pubblica. La Chiesa cattolica considera la Rivelazione completata in Gesù Cristo, ma ritiene che le Verità da lui insegnate non siano contenute solo nella Sacra Scrittura ma anche nella sacra Tradizione, ed il Concilio Vaticano II insegna che «...ambedue scaturiscono dalla stessa divina sorgente, formano in certo qual modo una cosa sola e tendono allo stesso fine.»
«La rivelazione di Dio, che comincia dalla creazione e trovando il suo apice in Gesù il Cristo si perpetrerà fino alla fine dei tempi, si pone fin da principio come una rivelazione dove a manifestarsi non è un oggetto ma un soggetto. È per questo motivo che la storia della rivelazione non è segnata dalla staticità propria del rapporto soggetto-oggetto, ma dalla dinamicità che è propria di una relazione tra due soggetti personali»

#### Azione dello Spirito Santo
«Inoltre la comprensione di tale Rivelazione cresce lungo i secoli con l'assistenza dello Spirito Santo,...» che riversa nella Chiesa doni gerarchici e carismatici. «L'ufficio poi di interpretare autenticamente la parola di Dio scritta o trasmessa è affidato al solo magistero vivo della Chiesa.»

## Esistenzialismo
Nel XX secolo, gli esistenzialisti religiosi suggerivano che la rivelazione non trattasse di un contenuto riguardante sé stessa; piuttosto, ritengono che Dio ispiri persone con la Sua presenza venendo in contatto con loro. Da questo punto di vista la Bibbia è una risposta umana che annota come essi rispondevano a Dio.
La rivelazione o l'informazione da una fonte soprannaturale ha una importanza minore in altre tradizioni religiose, non è di grande importanza in religioni asiatiche come il Taoismo, e il Confucianesimo; ma sono state notate affinità tra la rivelazione nelle religioni abramitiche e il principio dellʾilluminazione nel buddismo.

## Visitazione
Un'esperienza di presenza o comunicazione tra il recentemente defunto e il suo coniuge o la sua progenie è chiamata "visitazione". Questa esperienza può essere interpretata da alcune persone come rivelazione della volontà di Dio. Tali esperienze sono considerate normative e non patologiche secondo i DSM IV (manuale diagnostico e statistico dei disturbi mentali).